# Radisics Jenő
Kutasi Radisics vagy Radisich Jenő (Buziásfürdő, 1856. augusztus 7. – Budapest, 1917. január 4.) művészeti író, 1887-től haláláig az Iparművészeti Múzeum igazgatója.

## Élete
Radisics Jenő helytartósági tanácsos fia. Középiskolai tanulmányait Budapesten végezte. 1875-től négy féléven át a Magyar Királyi József Nádor Műegyetem hallgatója volt, majd jogot tanult a Budapesti Tudományegyetemen. 1881-ben a Vallás- és Közoktatásügyi Minisztérium tisztviselője, majd 1882-ben az Országos Magyar Iparművészeti Múzeum munkatársa lett, ahol az intézmény leltárának szerkesztésére és a gyűjtemények rendezésére kapott megbízást. A következő években több hosszabb külföldi tanulmányutat tett. 1887-ben a múzeum igazgatójává nevezték ki, majd a műegyetemen a művészi ipar történetének magántanára lett. 1885–1894 között Pasteiner Gyulával együtt szerkesztette a Művészi Ipar című folyóiratot.
1896-ban megkapta a III. osztályú vaskoronarendet, 1900. október 21-én a császári orosz szent Szaniszló-rend II. osztályát, 1903. június 10-én az olasz koronarend középosztályát.
Az 1905-ös általános választások alkalmával disszidens ellenjelölttel szemben szabadelvűpárti program alapján január 26-án elnyerte az orczifalvai mandátumot.
Utazott 1882-ben Német-, Francia-, Spanyolországban és Angliában, Németalföldön, Belgiumban és Dániában; 1883-ben Olaszországban; 1884-ben Párizsban és Londonban; 1885 és 86-ban ugyanoda elment a kiállítások rendezése és tanulmányozása végett és Németországba is; 1889-ben Francia-, 1891-ben Olasz-, 1892-ben ismét Franciaországban; 1896-ban Svájcban, 1897-ben Svédországban és Norvégiában, 1899-ben Olaszországban, 1900 és 1901-ben Franciaországban, illetőleg Skóciában, 1902-ben Olaszországban, 1904-ben Belgiumban és 1905-ben Velencében is megfordult.
Széleskörű kulturális tevékenységet fejtett ki: tagja volt a munkások vasárnapi oktatására szervezett országos bizottságnak, a múzeumok és könyvtárak országos tanácsának, a Műemlékek Országos Bizottságának, a Magyar Iparművészeti Társaság választmányának, az Országos Embertani Társaságnak, a Szabad Lyceum és az Uránia választmányának, a Magyar Tudományos Akadémia Archeológiai Bizottságának stb.
Iparművészeti tárgyú cikkei és tanulmányai hazai és külföldi szaklapokban jelentek meg.

## Házassága és gyermekei
Házastársa Horváth Irma (születési nevén Horváth Mária Julianna Klára) (Szombathely, 1860. július 31. – Budapest, 1915. január 10.) volt, akinek a szülei Horvát Boldizsár (1822–1898) magyar író, költő, jogtudós, politikus, igazságügy-miniszter az Andrássy-kormányban, és Schenk Klára voltak. Radisics Jenő a felesége révén sógora báró Eötvös Lorándnak, akinek a neje Horváth Gizella volt.

## Főbb művei
- Országos Magyar Iparművészeti Múzeum. Calatogue des reproductions du musée des arts-decoratifs hongrois. Budapest, 1884 (Herpka M. C.-vel együtt)
- Jelentés a párisi Union Centrale des Arts-Decoratifs. Az 1884. évi kiállításról a vallás- és közoktatásügyi m. kir. min. úrhoz. Budapest, 1884
- Orsz. magyar iparművészeti múzeum. Képes kalauz a gyűjteményekben. Budapest, 1885 (Németül: Uott 1885)
- Az ötvösség remekei Magyarországon az 1884. évi magyar történeti ötvösműkiállításból. Uott (1885) Két kötet. 150 részben színes rajzzal (társszerző Pulszky Károly)
- Képes lajstroma az országos magyar iparművészeti múzeum galvanoplasztikai másolatainak. A másodlatokat készítette ifj. Herpka Károly. Budapest, 1885 (francia kiadása. Budapest, 1885)
- Magyar műkincsek. Budapest, 1895-1901. Három kötet. Több önálló rajzzal és szövegképpel. Szendrei Jánossal együtt
- Országos magyar iparművészeti múzeum. Ő felsége által kiállításra átengedett fojniczai miseruha. Képes kalauz néh. Ipolyi Arnold nagyváradi püspök gyűjteményéhez. Budapest [1897]
- A modern művészet. Az iparművészeti múzeum kiállítása. Budapest, 1898
- A magyar koronázási jelvények. Budapest, év. n.
- Magyarország történeti emlékei az 1896. évi ezredéves országos kiállitáson. Budapest, 1897–1901
- Le Pavillon historique de Hongrie à l'Exposition universelle de Paris en 1900. Párizs, 1900